# هيرمان جورجي
هيرمان جورجي (بالإنجليزية: Herman Georgi)‏ هو محامي وسياسي أمريكي، ولد في 1870. حزبياً، نشط في الحزب الجمهوري. وقد انتخب عضو جمعية ولاية ويسكونسن.